# Geierswalder See

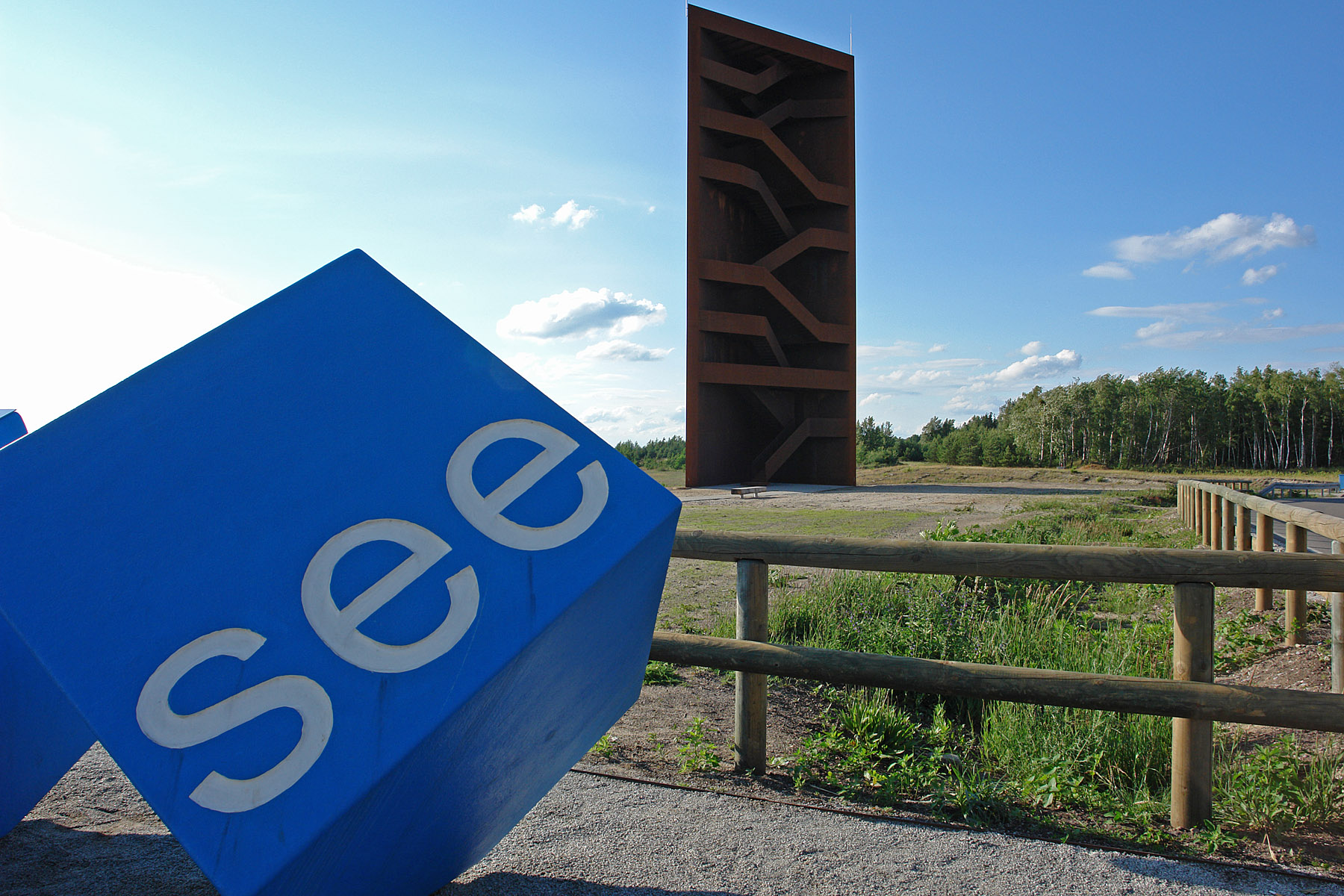
Sornower kanál

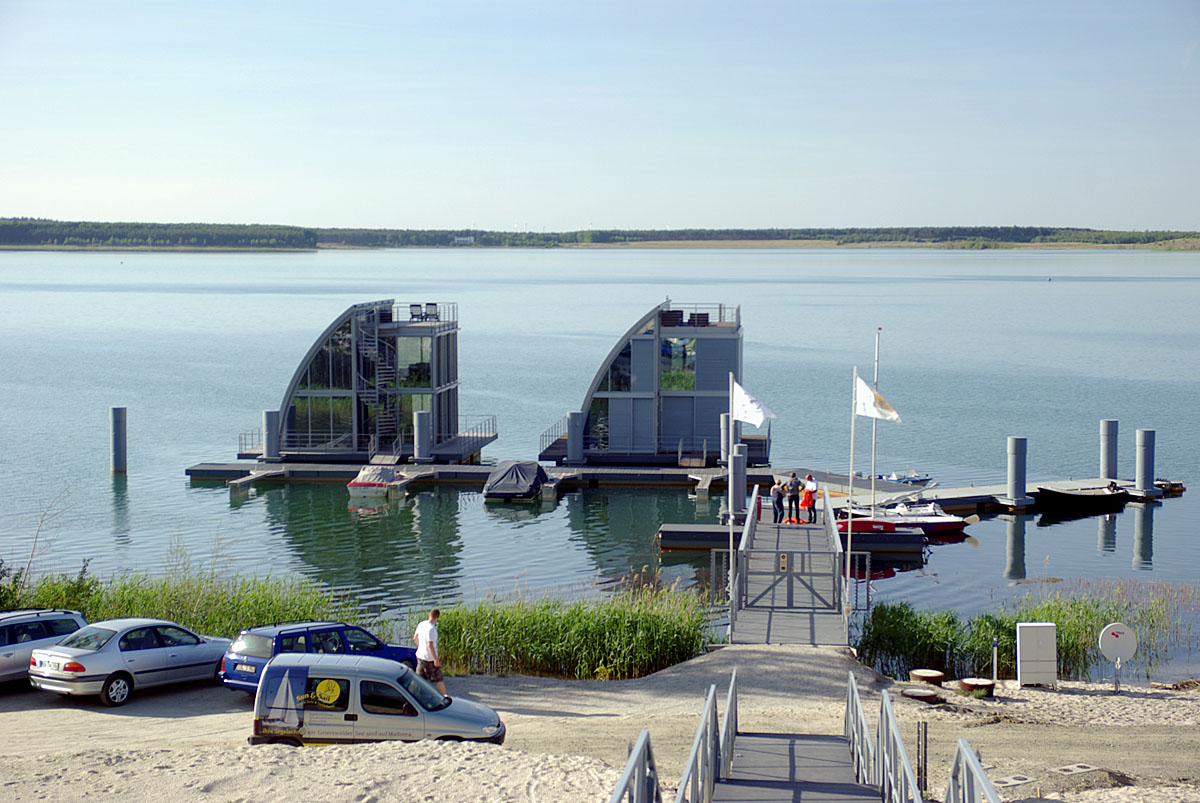
Plovoucí domy

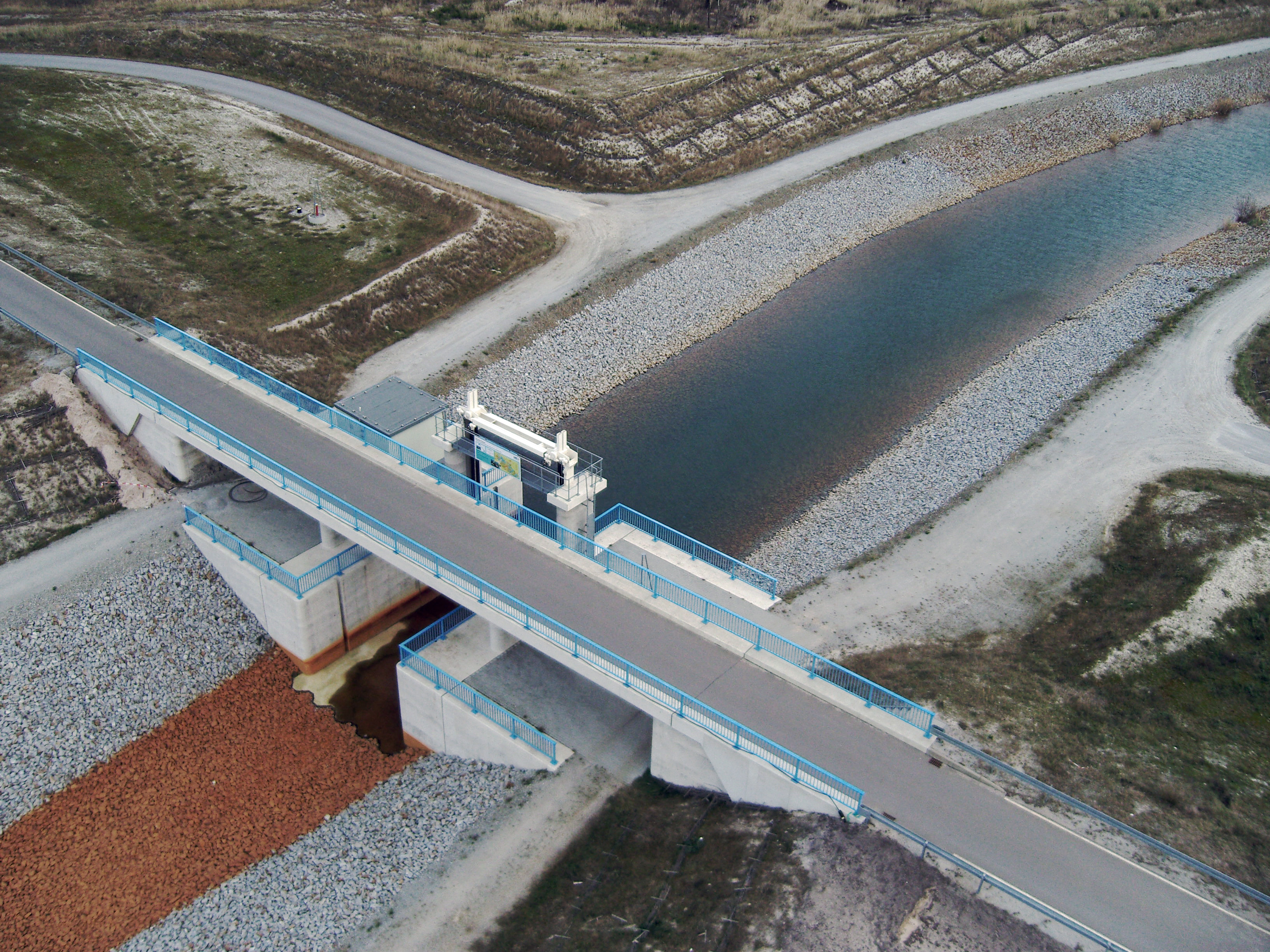
Sornoerkanal

Geierswalder See (dolnolužickosrbsky Lejnjanski jazor, hornolužickosrbsky Lejnjanski jězor) je jezero rozkládající se severozápadně od města Hoyerswerda (Wojerecy), částí v Braniborsku a částí v Sasku. Na břehu jezera leží vesnice Geierswalde (Lejno) a Kleinkoschen (Košynka). Jezero je oblíbeným turistickým cílem. Místní specialitou jsou plovoucí rekreační domy, v nichž se dá přespat. 
Jezero je napájeno vodou z řeky Schwarze Elster (Čorny Halštrow). Jezero je součástí oblasti nazývané Lužická jezera.

## Rekreační vyžití jezera
Geierswalde je nepsaným turistickým centrem této oblasti. Nachází se zde několik kempů a dalších možností ubytování. Na břehu jezera je několik pláží, které slouží nejen ke koupání, ale i k provozování vodních sportů. Jsou zde půjčovny šlapadel, vodních skútrů, motorových člunů, surfů a dalšího sportovního vybavení. Kromě toho jsou zde i stánky s občerstvením a bary s nápoji.

### Plavební kanál
Na jaře 2013 bylo jezero propojeno plavebním kanálem se sousedním Senftenberger See (Złokomorowski jězor). Na lodích či člunech se tak můžete pohybovat mezi oběma jezery. Výškový rozdíl mezi hladinami obou jezer je zdoláván pomocí zdymadel.

### Plovoucí domy
U břehu jezera se nacházejí tzv. plovoucí domy – apartmány. Domy mají terasu a skleněné průčelí. Většina z domů je určena ke krátkodobé rekreaci, ale některé z nich jsou i ve soukromém vlastnictví. První plány na jejich stavbu vznikly v roce 2003. Začátek výstavby ocelové konstrukce byl však několikrát odložen, takže první z domů, který se jmenuje „ar-che“, byl nakonec otevřen v roce 2009. Projekt plovoucích domů byl až do května 2019 po dobu 1,5 roku předmětem právního sporu. U třech z domů se neprokázala jejich odolnost proti bouřkám. Prodávající tak musel vrátit investorovi vrátit celou kupní sumu. Bratři Holm a Dirk Nehrigovi se s majiteli soudili z toho důvodu, že se při silné bouři domy poškodily a úřady je tak uzavřely.

### Rozhledna
Na břehu jezera u Sornoer kanálu byla postavena 30 metrů vysoká kovová rozhledna industriálního vzhledu. Poskytuje krásný výhled nejen na jezero, ale i na okolní jezera.